# 그리고 또 가을
《그리고 또 가을》은 SM TOWN의 소극장 콘서트 브랜드 〈THE AGIT〉의 일환으로 슈퍼주니어의 규현의 단독 콘서트 테마이다.

## 일정
| 일정             | 도시 | 국가     | 장소           | 관객 수      |
| ---------------- | ---- | -------- | -------------- | ------------ |
| 2015년 11월 5일  | 서울 | 대한민국 | SMTOWN THEATRE | 통산 5,600명 |
| 2015년 11월 6일  | 서울 | 대한민국 | SMTOWN THEATRE | 통산 5,600명 |
| 2015년 11월 7일  | 서울 | 대한민국 | SMTOWN THEATRE | 통산 5,600명 |
| 2015년 11월 8일  | 서울 | 대한민국 | SMTOWN THEATRE | 통산 5,600명 |
| 2015년 11월 13일 | 서울 | 대한민국 | SMTOWN THEATRE | 통산 5,600명 |
| 2015년 11월 14일 | 서울 | 대한민국 | SMTOWN THEATRE | 통산 5,600명 |
| 2015년 11월 15일 | 서울 | 대한민국 | SMTOWN THEATRE | 통산 5,600명 |

## 세트 리스트
- Concert Start -
- 희망은 잠들지 않는 꿈 (Hope Is A Dream That Doesn't Sleep)
- Eternal Sunshine

- Ment -
- 사랑이 숨긴 말들 (One Confession)
- 좋은사람 (Remember Me)

- VCR #1 -
- 그냥 보고 싶어 그래 (Because I Miss You)
- 늦가을[5]

- VCR #2 -
- 기억의 습작[6]
- 너무합니다

- Ment + Guest Entrance -
- 이방인

- VCR #3 -

※ 규현에게 듣고 싶은 세가지 ※
- 멀어지던 날 (The Day We Felt The Distance)13일 ~ 14일

- Ment -
- 新不了情 (신불료정)[7]
- 奏(かなで - 춤)[8]

- VCR #4 -
- 겁[9]

- Ment -
- 광화문에서 (At Gwanghwamun)

- Encore -
- 밀리언조각 (A Million Pieces)
- 피아노 숲 (Piano Forest)

- Ment + Band Introduction -
- 너의 별에 닿을 때까지 (Till I Reach Your Star)

## 규현에게 듣고 싶은 세가지
| 일정             | 곡                                                | 원곡   |
| ---------------- | ------------------------------------------------- | ------ |
| 2015년 11월 5일  | 뒷모습이 참 예뻤구나 (At Close)                   | -      |
| 2015년 11월 5일  | 바람 (Wind)                                       | -      |
| 2015년 11월 5일  | 인우 (刃雨)                                       | -      |
| 2015년 11월 6일  | 안녕의 방식 (Ways To Say Goodbye)                 | -      |
| 2015년 11월 6일  | 7년간의 사랑                                      | -      |
| 2015년 11월 6일  | 긴 팔 (Autumn Sleeves)                            | -      |
| 2015년 11월 6일  | 한번만                                            | -      |
| 2015년 11월 7일  | 사랑먼지                                          | -      |
| 2015년 11월 7일  | 이별을 말할 때 (Monent Of Farewell)               | -      |
| 2015년 11월 7일  | 안녕의 방식 (Ways To Say Goodbye)                 | -      |
| 2015년 11월 7일  | 소주 한 잔                                        | 임창정 |
| 2015년 11월 8일  | 멀어지던 날 (The Day We Felt The Distance)        | -      |
| 2015년 11월 8일  | 우리가 사랑한 시간                                | -      |
| 2015년 11월 8일  | 오랜만이야                                        | 임창정 |
| 2015년 11월 8일  | 달콤씁쓸 (Bittersweet)                            | -      |
| 2015년 11월 13일 | 폭풍 (Storm)                                      | -      |
| 2015년 11월 13일 | 바람 (Wind)                                       | -      |
| 2015년 11월 13일 | 그 남자                                           | 현빈   |
| 2015년 11월 14일 | 안녕의 방식 (Ways To Say Goodbye)                 | -      |
| 2015년 11월 14일 | 한번만                                            | -      |
| 2015년 11월 14일 | 처음 느낌 그대로                                  | -      |
| 2015년 11월 15일 | 우리가 사랑한 시간                                | -      |
| 2015년 11월 15일 | 응결 (Coagulation)                                | -      |
| 2015년 11월 15일 | 나의 생각, 너의 기억 (My Thoughts, Your Memories) | -      |
| 2015년 11월 15일 | 가질 수 없는 너                                   | 뱅크   |

## 요일별 게스트
| 일정             | 게스트     |
| ---------------- | ---------- |
| 2015년 11월 15일 | 려욱, 민호 |